# Miniopterus mossambicus
Miniopterus mossambicus är en fladdermus i familjen läderlappar som förekommer i östra Afrika. Före artens vetenskapliga beskrivning året 2013 räknades exemplar från populationen till grottfladdermus eller till Miniopterus fraterculus.

## Utseende
Exemplaren blir utan svans 52 till 54 mm långa, svanslängden är 47 till 50 mm och varierar mellan 6,7 och 9g. Denna fladdermus har 41 till 45 mm långa underarmar, 6 till 9 mm långa bakfötter och 9 till 10 mm stora öron. Ovansidan är täckt av gråbrun päls och håren på undersidan är mörka vid roten och ljusa vid spetsen vad som ger ett ljust gråbrunt utseende. Vid artens avrundade öron finns en 5 till 6 mm lång tragus som är rak.

## Utbredning och ekologi
Kända populationer lever i centrala och norra Moçambique, i angränsande regioner av Zimbabwe, Zambia och Malawi samt i södra Kenya. Antagligen lever arten även i områden av Tanzania som ligger mellan de kända regionerna. Exemplaren vistas i kulliga områden och i bergstrakter mellan 420 och 1800 meter över havet.
Troligtvis jagar arten i olika landskap efter insekter. Den vilar på dagen i grottor och i övergivna gruvor. Fladdermusens hotstatus är tills vidare inte bestämd av IUCN.